# 島根県道34号浜田美都線
島根県道34号浜田美都線（しまねけんどう34ごう はまだみとせん）は、島根県浜田市から益田市を結ぶ県道（主要地方道）である。

## 概要

### 路線データ
- 起点：島根県浜田市熱田町（新福井交差点、国道9号交点）
- 終点：島根県益田市美都町宇津川（国道191号交点）

## 歴史
- 1993年（平成5年）5月11日 - 建設省から、県道浜田美都線が浜田美都線として主要地方道に指定される[1]。

## 路線状況

### 重複区間
- 島根県道304号三隅井野長浜線（浜田市熱田町（起点） - 浜田市内田町）
- 島根県道303号一の瀬折居線（浜田市内村町 - 浜田市櫟田原町）
- 島根県道179号黒沢安城浜田線（浜田市弥栄町木都賀）
- 島根県道48号三隅美都線（益田市美都町宇津川）

### トンネル
- 十国トンネル（1976年開通）

## 地理

### 通過する自治体
- 浜田市
- 益田市

### 交差する道路
| 交差する道路                                                             | 市町村名 | 交差する場所                   | 交差する場所        |
| ------------------------------------------------------------------------ | -------- | ------------------------------ | ------------------- |
| 国道9号 島根県道304号三隅井野長浜線 重複区間起点                         | 浜田市   | 熱田町                         | 新福井交差点 / 起点 |
| E9 山陰自動車道 / 国道9号 / 浜田・三隅道路 島根県道339号浜田港インター線 | 浜田市   | 熱田町                         | 浜田港IC            |
| E9 山陰自動車道 / 国道9号 / 浜田・三隅道路                               | 浜田市   | 内田町                         | [ 注釈 2 ]          |
| 島根県道304号三隅井野長浜線 重複区間終点                                 | 浜田市   | 内田町                         |                     |
| 島根県道303号一の瀬折居線 重複区間起点                                   | 浜田市   | 内村町（ないむらちょう）       |                     |
| 島根県道303号一の瀬折居線 重複区間終点                                   | 浜田市   | 櫟田原町（いちいたばらちょう） |                     |
| 島根県道306号長安野坂線                                                  | 浜田市   | 弥栄町野坂                     |                     |
| 島根県道179号黒沢安城浜田線 重複区間起点                                 | 浜田市   | 弥栄町木都賀（きつか）         |                     |
| 島根県道52号弥栄旭インター線 島根県道179号黒沢安城浜田線 重複区間終点    | 浜田市   | 弥栄町木都賀                   |                     |
| 島根県道48号三隅美都線 重複区間起点                                      | 益田市   | 美都町宇津川                   |                     |
| 国道191号 島根県道48号三隅美都線 重複区間終点                            | 益田市   | 美都町宇津川                   | 終点                |